# Fondovalle (Formazza)
Fondovalle (Staf(f)elwald in tedesco, Schtaafelwaald in walser) è una frazione del comune di Formazza, in provincia del Verbano-Cusio-Ossola.

## Geografia fisica
Piccola frazione del comune di Formazza, dal cui centro dista circa 4 km, situata a un'altitudine di circa 1220 metri di quota è il primo paesino adagiato sulla pianura affacciata sul dirupo "delle Casse".

## Origini del nome
Il toponimo in lingua walser (e/o tedesca) di Fondovalle significa "Corte per il bestiame circondata dal bosco". Infatti l'espressione "Schtaafelwaald" contiene al suo interno la parola «Schtaafel», il cui significato è «chiuso» o «corte per il bestiame» e «Waald», l'equivalente di «bosco».

## Storia

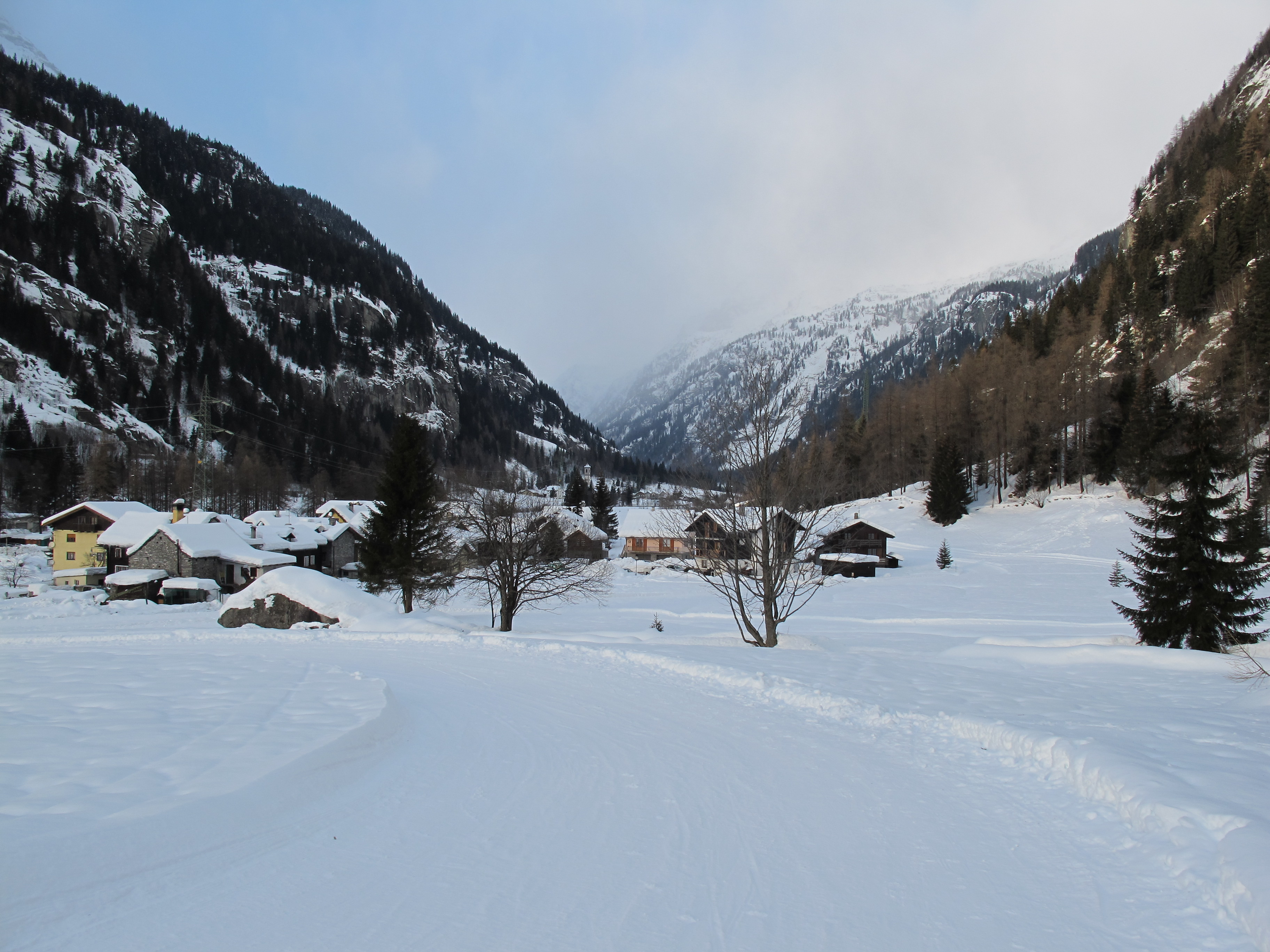
Fondovalle nel gennaio 2010

Le vicende storiche di Fondovalle sono da secoli condivise con quelle del comune di Formazza.
Tra i principali avventimenti, vi è da segnalare che tra il XII e il XIV secolo, si assiste nella zona a un'importante migrazione verso sud di gruppi di persone dell'Alto Vallese: è l'inizio della cultura walser.
Fino alla seconda metà dell'Ottocento il villaggio era costruito completamente in legno. Tuttavia l'immensa valanga nel 1863 ha distrutto gli edifici che, in seguito, sono stati  ricostruiti in muratura.

## Monumenti e luoghi d'interesse
- La zona, in inverno, è particolarmente famosa per lo sci di fondo. A Fondovalle passa la Pista Fondo San Michele, lunga 12 km.[4]
- In estate, invece, dalla frazione si passa o si parte per diverse passeggiate in mezzo alle montagne circostanti.[5]
- Chiesa di Sant'Antonio di Padova (13 giugno) XVI secolo / restaurata nel 2000

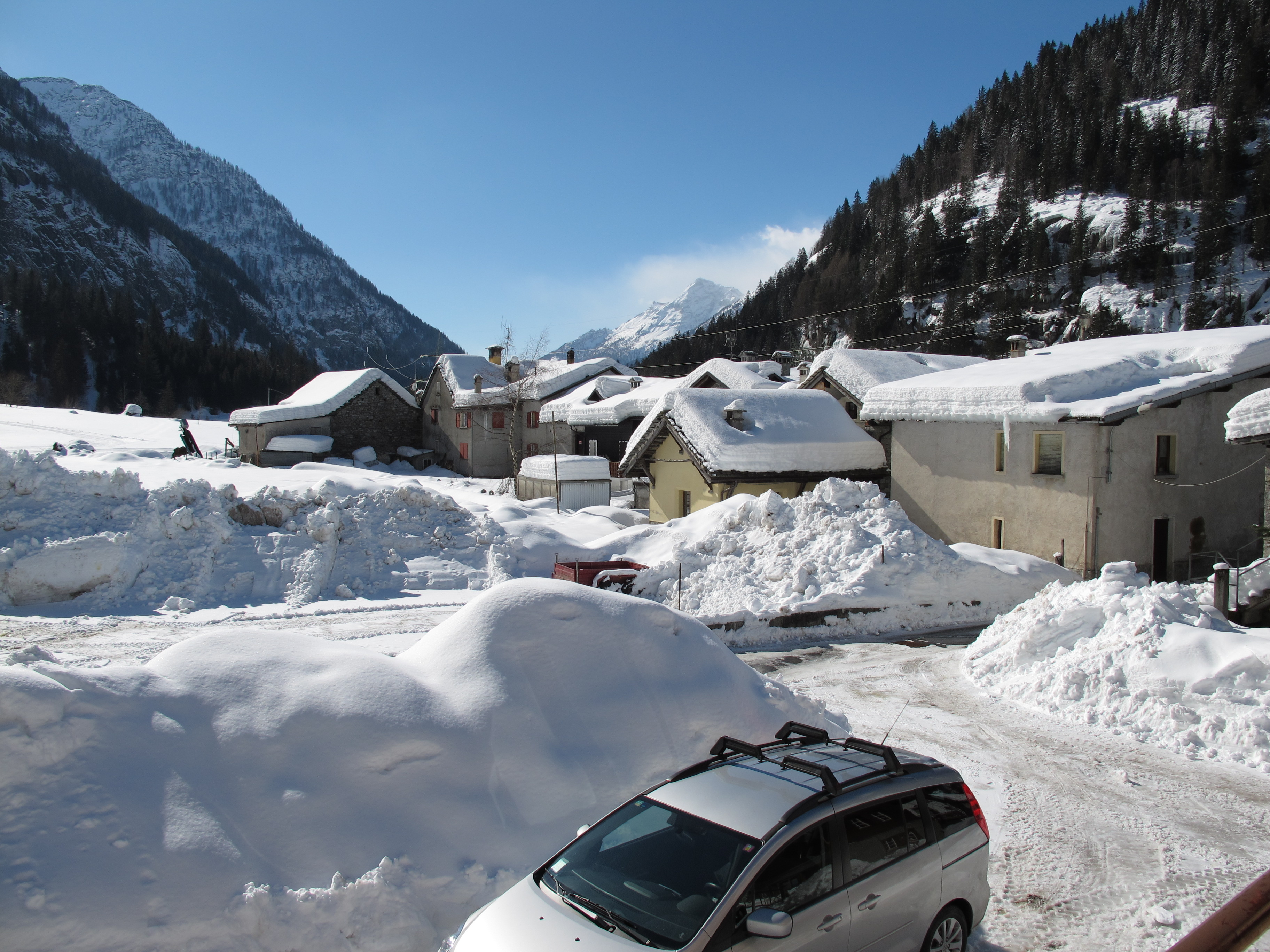
Fondovalle vista d'inverno